# Mi Reflejo
Mi Reflejo drugi je studijski album američke pjevačice Christine Aguilere, ujedno i njen prvi album na španjolskome jeziku. Objavljen je 12. rujna 2000. godine. Veći dio albuma producirao je Rudy Perez i na njemusu španjolske inalice pet pjesama s albuma Christina Aguilera, te šest novih pjesama.  Album je dobio nagradu Latin Grammy na najbolji ženski pop vokalni album 2001. godine. Diljem svijeta prodano je 3 milijuna primjeraka albuma.

## Uspjeh na top ljestvicama
Album na španjolskom jeziku debitirao je na 27. mjestu ljestvice Billboard 200 i do 2009. godine prodano je 680 000 primjeraka albuma.
Album je također 20 uzastopnih tjedana bio na vrhu ljestvice Top Latin Album. 10. rujna 2001. godine album je dobio 3 platinaste certifikacije od RIAA-ninog programa pod imenom Los Premios de Oro y Platino program.

## Popis pjesama
1. "Genio Atrapado" (David Frank, Pamela Sheyne, Rudy Perez, Steve Kipner) - 3:38
2. "Falsas Esperanzas"(Jorge Luis Piloto) - 2:57
3. "El Beso Del Final" (Franne Golde, Rudy Perez, Tom Snow) - 4:42
4. "Pero Me Acuerdo De Ti" (Rudy Perez) - 4:26
5. "Ven Conmigo (Solamente Tu)" (Johan Aberg, Paul Rein, Rudy Pérez) - 3:11
6. "Si No Te Hubiera Conocido" (feat. Luis Fonsi) (Rudy Perez) - 4:50
7. "Contigo En La Distancia" (César Portillo DeLaLuz) - 3:44
8. "Cuando No Es Contigo" (Manuel Lopez, Rudy Perez) - 4:10
9. "Por Siempre Tu" (Diane Warren, Rudy Perez) = 4:05
10. "Una Mujer" (Guy Roche, Shelly Peiken, Rudy Perez) - 3:14
11. "Mi Reflejo" (David Zippel, Matthew Wilder, Rudy Perez) - 3:38

42:32
Bonus pjesme
1. "Falsas Esperanzas" (Dance Radio Mix) (Jorge Luis Piloto) - 3:27
2. "Falsas Esperanzas" (Tropical Mix) (Jorge Luis Piloto) - 3:10
3. "Pero Me Acuerdo De Ti" (remix) (Rudy Pérez) - 3:41
4. "Ven Conmigo (Solamente Tú)" (Karaoke inačica) (Johan Aberg, Paul Rein, Rudy Pérez) - 3:12

56:10

## Top ljestvice
| Top ljestvica (2000.)          | Najviša pozicija | Certifikacija |
| ------------------------------ | ---------------- | ------------- |
| SAD Billboard 200              | 27               | 6x platinasta |
| SAD Billboard Top Latin Albums | 1                | 6x platinasta |
| SAD Billboard Latin Pop Albums | 1                | 6x platinasta |
| Argentina                      | 1                | 2x platinasta |
| Japan                          | 80               |               |
| Meksiko                        | 1                | 2x platinasta |
| Španjolska                     | 1                | 2x platinasta |
| Švicarska                      | 54               |               |
| Venecuela                      | 1                | 2x platinasta |

## Nagrade
| 2001. |                               |                                                                     |
| 2001. | Billboard Latin Music nagrada | Najbolji pop album godine, ženski: 'Mi Reflejo'                     |
| 2001. | Billboard Latin Music nagrada | Najbolji pop album godine, novi izvođač'                            |
| 2001. | Blockbuster nagrada           | Omiljeni latinski album godine: 'Mi Reflejo'                        |
| 2001. | Latin Grammy nagrada          | Najbolji ženski pop vokalni album: 'Mi Reflejo'                     |
| 2001. | Lo Nuestro nagrada            | Najbolji novi izvođač: Christina Aguilera                           |
| 2001. | Lo Nuestro nagrada            | Najbolji ženski izvođač: Christina Aguilera                         |
| 2001. | World Music nagrada           | Svjetski najprodavaniji ženski latinski izvođač: Christina Aguilera |